# Montenegrina chiasma
Montenegrina chiasma is een slakkensoort uit de familie van de Clausiliidae. De wetenschappelijke naam van de soort is voor het eerst geldig gepubliceerd in 1972 door H. Nordsieck.